# Universitätsklinikum Schleswig-Holstein
Das Universitätsklinikum Schleswig-Holstein (UKSH) ist das Klinikum der Maximalversorgung im Land Schleswig-Holstein. Mit insgesamt mehr als 16.600 Mitarbeitenden und rund 2.600 Planbetten an den Standorten in Kiel und Lübeck gehört es zu den größten Universitätsklinika in Deutschland. Es ist an die medizinischen Fakultäten der Christian-Albrechts-Universität zu Kiel und der Universität zu Lübeck angegliedert. Eine zahnmedizinische Fakultät befindet sich nur in Kiel. Die psychiatrischen, psychosomatischen und psychotherapeutischen Kliniken und Institute des UKSH sind im Zentrum für Integrative Psychiatrie zusammengefasst.

## Geschichte

### Kliniken der Universitäten in Kiel und Lübeck
Die medizinische Fakultät Kiel gehörte im Jahr 1665 zu den Gründungsfakultäten der Universität Kiel. Friedrich von Esmarch entwickelte sich in Kiel zu einem der bedeutendsten Chirurgen des 19. Jahrhunderts. Im frühen 20. Jahrhundert habilitierte sich Otto Fritz Meyerhof (1884–1951) an der Christian-Albrechts-Universität zu Kiel und wurde dort 1918 Professor. 1922 erhielt er den Nobelpreis für Medizin. Hans Gerhard Creutzfeldt, einer der beiden späteren Namensgeber für die Creutzfeldt-Jakob-Krankheit, habilitierte sich 1920 in Kiel und arbeitete einige Jahre als Erster Assistenzarzt an der Psychiatrischen und Nervenklinik unter Ernst Siemerling. Im Jahr 1979 gründeten Arnulf Thiede, Rainer Engemann und W. Niedermayer das Transplantationszentrum Kiel.
Auf dem Areal des Campus Lübeck gab es seit 1912 medizinische Einrichtungen, so befindet sich die Psychiatrische Klinik in den historischen Gebäuden der Heilanstalt Strecknitz. 1964 entstand in Lübeck eine Medizinische Akademie. Diese Institution wurde eine Medizinische Hochschule (ab 1973) und eine Medizinische Universität (ab 1985). 2002 entstand daraus die Universität zu Lübeck.
Im Jahr 2003 erfolgte die Fusion der Universitätsklinika in Kiel und Lübeck zum Universitätsklinikum Schleswig-Holstein. Der Verwaltungssitz der Anstalt öffentlichen Rechts ist in Lübeck.

### Bauliche Erneuerung des UKSH
Nachdem die schleswig-holsteinische Landesregierung im Juli 2009 umfangreiche Investitionen für die Modernisierung der Gebäude am Campus Kiel und Lübeck beschlossen hatte, beschloss im Jahr 2012 der Schleswig-Holsteinische Landtag den Weg für eine europaweite Ausschreibung. Das Volumen betrug 1,7 Milliarden Euro. Dem privaten Partner wurden Planung, Bau und Betrieb der Immobilie übertragen, Eigentümer blieb das Land Schleswig-Holstein.
Am 30. September 2014 unterzeichneten das Universitätsklinikum Schleswig-Holstein und das Bieterkonsortium aus Vamed und BAM in Kiel den Vertrag. Am 30. September 2015 wurde der Grundstein für den Erweiterungsbau des Zentralklinikums am Campus Lübeck gelegt. Im März 2016 folgte die Grundsteinlegung für das neue Klinikum am Campus Kiel. 2019 wurden die Kliniken eröffnet und die ersten Patienten behandelt. An beiden Standorten entstanden interdisziplinäre Gebäude.
Das Land Schleswig-Holstein beteiligt sich an der Tilgung der Altschulden. Im Zuge der Neubauten wurden 450 Arbeitsplätze abgebaut und der Haustarifvertrag durch den Tarifvertrag für den öffentlichen Dienst der Länder ersetzt. Durch die Verschleppung des Neubaus mussten am Standort Kiel Investitionen in Brandschutz von Altbauten getätigt werden, obwohl geplant war, diese abzureißen.
Das UKSH betreibt an beiden Standorten (Kiel und Lübeck) je einen Hubschrauberlandeplatz mit Schaumlöschanlage. Die Hubschrauber Christoph 12 und Christoph 42 fliegen das Klinikum regelmäßig an.

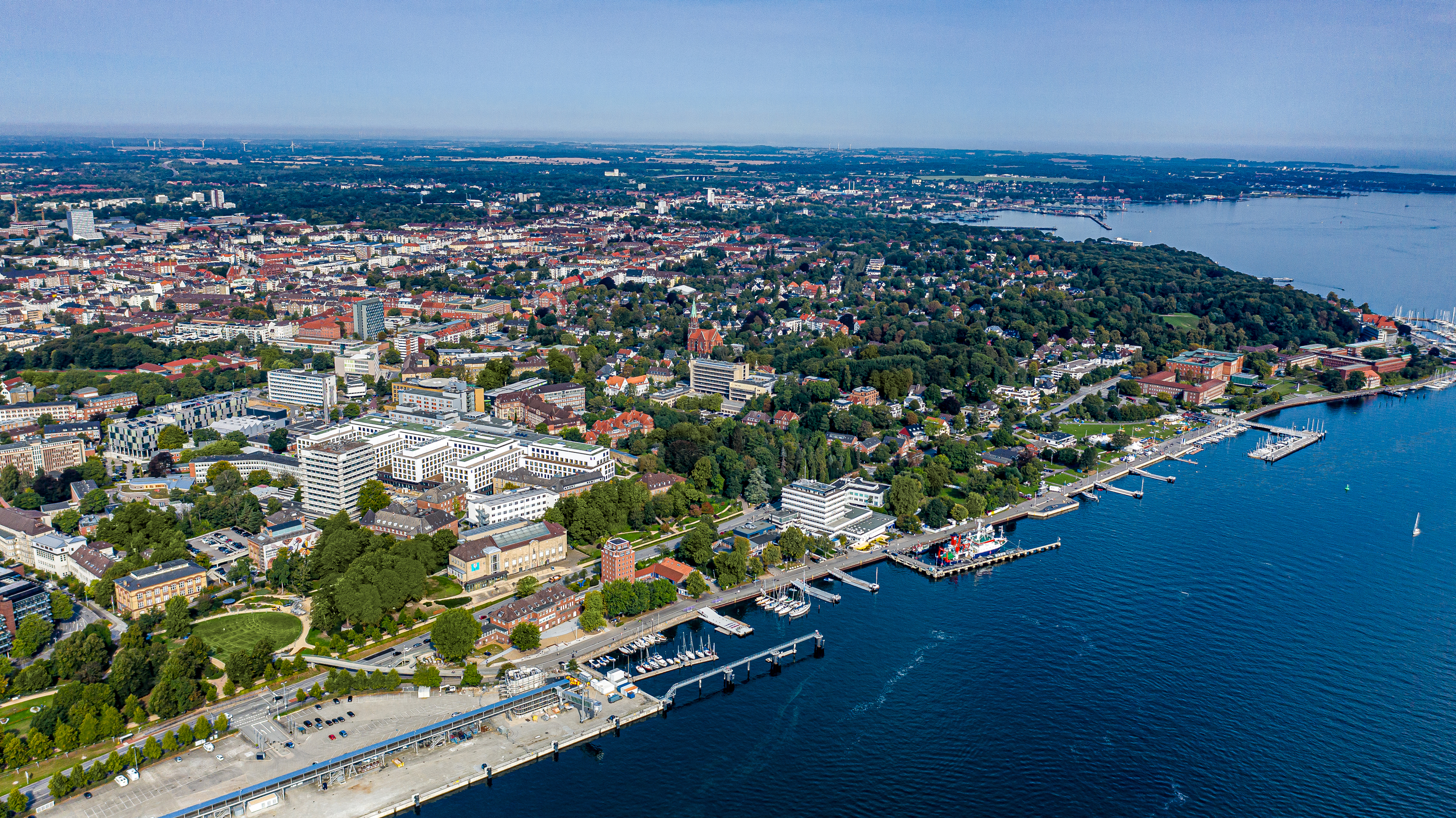
UKSH Kiel
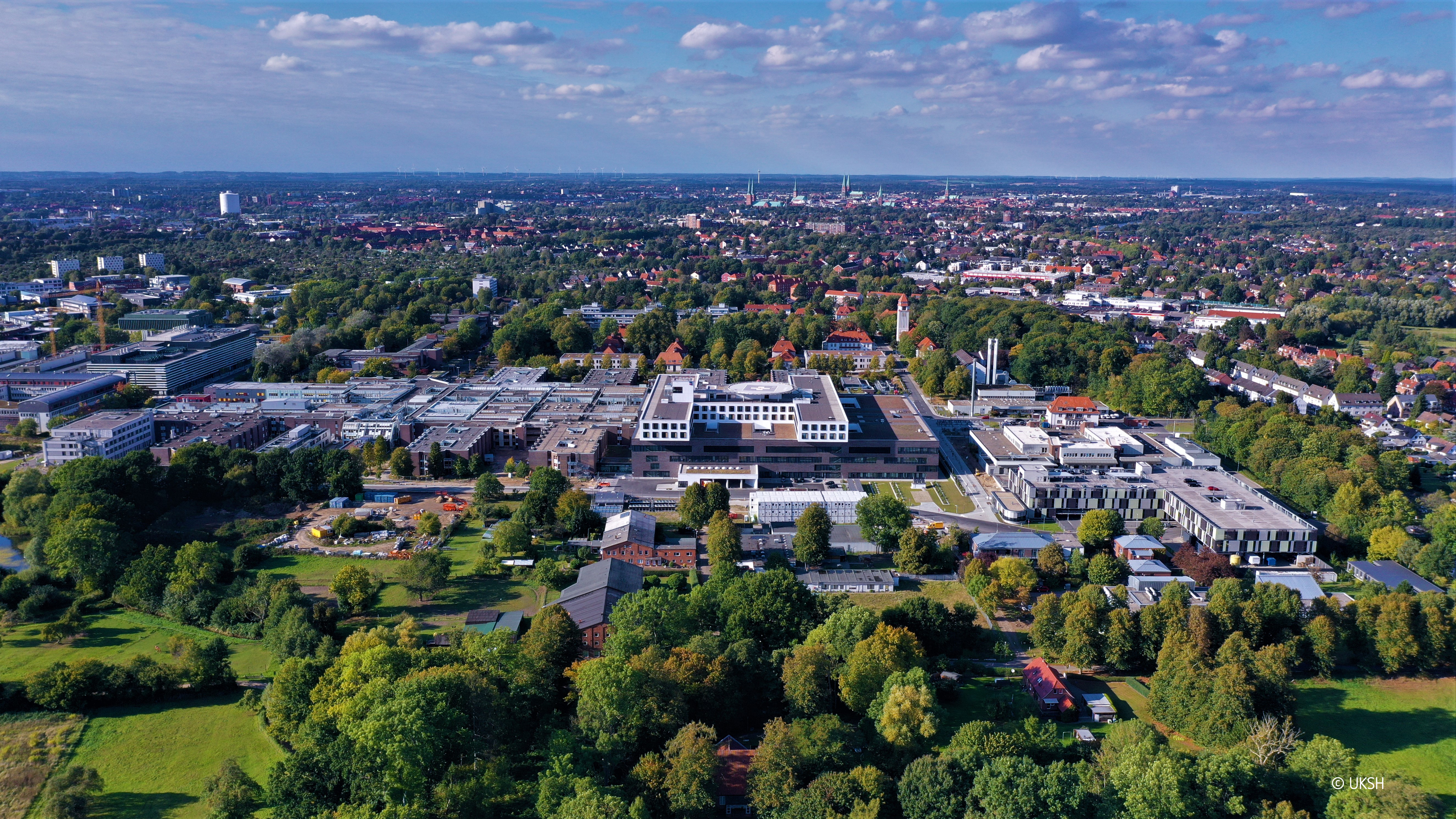
UKSH Lübeck

## Beteiligungen des UKSH

### Zentrum für Integrative Psychiatrie gGmbH (ZIP)
Das Zentrum für Integrative Psychiatrie (ZIP gGmbH) ist eine hundertprozentige Tochtergesellschaft des Universitätsklinikums Schleswig-Holstein mit den psychiatrischen, psychosomatischen und psychotherapeutischen Kliniken. Die von psychischer Erkrankung betroffenen Menschen werden unter psychiatrischen, psychosomatischen und psychologischen Aspekten diagnostiziert und therapiert. Ambulanz, Tageskliniken und vollstationäre Kliniken an beiden Standorten mit zusammen 340 stationären Planbetten arbeiten mit niedergelassenen Fachärzten und anderen Kliniken zusammen. Der Verwaltungssitz des Zentrums für Integrative Psychiatrie ist in Kiel.

### Weitere Einrichtungen
Patientendaten werden in einem Rechenzentrum der UKSH Gesellschaft für Informationstechnologie mbH (GfIT) gespeichert und zur Entwicklung von Therapien verarbeitet.
Die Service Stern Nord GmbH des UKHS beschäftigt 1600 Mitarbeiter, die u. a. in der Gebäudereinigung, Wäscherei oder als Pförtner tätig sind. Die Teilprivatisierung wurde 2014 wieder rückgängig gemacht.
Seit 2011 kooperiert das UKSH mit der Damp-Gruppe in der Labordiagnostik. Die kaufmännische Verantwortung liegt bei der Damp-Gruppe. Das UKSH bleibt Mehrheitsgesellschafter. Ziel der Zusammenarbeit der Laboratorien ist die Steigerung der Wirtschaftlichkeit und das Auswerten großer Datensätze zur Aufklärung von Volkskrankheiten.

## Forschung und Lehre

### Medizin
Die Medizinische Fakultät der Christian-Albrechts-Universität zu Kiel und die Sektion Medizin der Universität zu Lübeck sind in Schleswig-Holstein verantwortlich für Forschung und Lehre in der Hochschulmedizin. Dazu kooperiert das UKSH gemäß Hochschulgesetz mit seinen Einrichtungen an beiden Standorten mit den Universitäten.
Die Forschungsschwerpunkte der Universitäten Kiel und Lübeck am UKSH liegen unter anderem auf den Feldern „Infektion und Entzündung“, „Gehirn, Hormone, Verhalten“, „Genetische Medizin“ und „Alterungsabhängige Mechanismen der Manifestation von Krankheit“, „Onkologie“, „Klinische Genomforschung“, „Neurowissenschaften“, „Endokrine Steuerung und Regulation“ und „biomedizinische Technologien“. Das Cluster „Entzündung an Grenzflächen“ bestehend aus Wissenschaftlern und Ärzten beider Universitäten wird von der Exzellenzinitiative des Bundes und der Länder gefördert. Ebenfalls wirken Wissenschaftler beider Medizinischen Fakultäten bei vier Sonderforschungsbereichen federführend mit und sind an drei weiteren beteiligt. Neben zwei Graduiertenschulen wurden in Kiel und Lübeck auch drei nationale und ein internationales Graduiertenkolleg eingerichtet. Forscher beider Standorte sind an drei der vier neuen deutschen Zentren für Gesundheitsforschung beteiligt: Deutsches Zentrum für Herz-Kreislauf-Forschung (DZHK), Deutsches Zentrum für Lungenforschung (DZL) und Deutsches Zentrum für Infektionsforschung (DZIF).
Die Medizinischen Fakultäten der Universitäten Kiel und Lübeck bilden pro Jahr rund 4.200 Studierende in der human- und zahnmedizinischen Lehre sowie in Pflege- und Gesundheitswissenschaften aus; rund 2.100 Studierende am UKSH Kiel (inkl. Zahnmedizin) und rund 2.100  Studierende am UKSH Lübeck (inkl. Pflege).
2020 wurde das UCCSH (Universitäres Cancer Center Schleswig-Holstein) gegründet. Es ist der Zusammenschluss aller onkologischen Einrichtungen am UKSH.
Verschiedene UKSH-Forscher erhielten den Deutschen Krebspreis:
| Jahr | Forscher            | Kliniken und Institute                                | Campus |
| ---- | ------------------- | ----------------------------------------------------- | ------ |
| 1992 | Walter Jonat        | Klinik für Gynäkologie und Geburtshilfe               | Kiel   |
| 2011 | Axel Hauschild      | Klinik für Dermatologie, Venerologie und Allergologie | Kiel   |
| 2013 | Alexander Katalinic | Institut für Sozialmedizin und Epidemiologie          | Lübeck |
| 2014 | Martin Schrappe     | Klinik für Kinder- und Jugendmedizin I                | Kiel   |
| 2015 | Günter Klöppel      | Institut für Pathologie                               | Kiel   |
| 2021 | Nikolas von Bubnoff | Klinik für Hämatologie und Onkologie                  | Lübeck |

### Weitere Forschungsfelder und Studiengänge
Neben den beiden klassischen Studiengängen werden mit der Medizin assoziierte Masterstudiengänge wie Medical Life Science, Master of Hospital Management, Medizinische Ingenieurwissenschaften, Medizinische Informatik, Psychologie und Pflege angeboten. Kooperationen bestehen mit 36 akademischen Lehrkrankenhäusern und Lehrpraxen.
Das UKSH konzentriert sich in der Pflegeforschung auf die Schwerpunkte von chronisch und mehrfach erkrankten Menschen, auf die Verbindung des stationären Sektors mit der ambulanten und rehabilitativen Versorgung sowie der Erweiterung der klinischen Aufgaben von Pflegefachleuten.

### Internationale Kooperationen mit anderen Universitäten
Die Medizinische Fakultät Kiel arbeitet unter anderem mit der Universität Kopenhagen, Dänemark, und der Universität Lund, Schweden, zusammen.

### UKSH Akademie
Die UKSH Akademie ist eine gGmbH mit rund 1.000 Ausbildungsplätzen und ca. 3.000 Fort- und Weiterbildungsteilnehmern pro Jahr. Sie bietet Ausbildungen in Berufen der Gesundheits- und Krankenpflege, Gesundheits- und Kinderkrankenpflege (beide Campus), Entbindungspflege (Campus Kiel), Diätassistenten (Campus Kiel) sowie Medizinisch-technischer Assistenten (MTA) Radiologie (Campus Kiel). Ferner beteiligt sich die UKSH Akademie an der Ausbildung zu Operationstechnischen Angestellten (OTA) und koordiniert für das UKSH die Ausbildung für Medizinische Fachangestellte (MFA).
Ergänzend zur Ausbildung besteht in Zusammenarbeit mit der Universität Lübeck die Möglichkeit, duale Studiengänge (BSc) in Pflege- oder Hebammenwissenschaft zu absolvieren.
Als Fortbildungen werden rund 160 einzelne Kurse und Seminare einschließlich spezifischer modularer Fortbildungen z. B. zu den Themen Gesundheitsmanagement, Kommunikative Kompetenz, Managementkompetenz, Umgang mit Schmerzpatienten und Wundmanagement, angeboten. Weiterbildungsmöglichkeiten bestehen für Operationsdienst, Anästhesie- und Intensivpflege, Psychiatrie, Onkologie, Leitung einer Stationseinheit sowie berufspädagogische Zusatzqualifikationen.
Die Gewerkschaft ver.di kritisierte 2016 die fehlende Mitbestimmung der Belegschaft und die sittenwidrige Entlohnung der Auszubildenden.

## Kennzahlen
Das Universitätsklinikum Schleswig-Holstein ist das einzige Klinikum der Maximalversorgung im Land Schleswig-Holstein und größter Arbeitgeber im nördlichsten Bundesland.
Kennzahlen für 2023 (einschließlich Zentrum für Integrative Psychiatrie):
- 95 Kliniken, Institute und Zentren
- 487.327 Behandlungsfälle insgesamt (UKSH Kiel: 246.126, UKSH Lübeck: 236.737, Radiologiezentrum: 4.464), davon
  - 114.097 stationäre Behandlungsfälle einschließlich teilstationärer Behandlungsfälle (UKSH Kiel: 54.942, UKSH Lübeck: 57.570, Radiologiezentrum: 1.585)
  - 373.230 ambulante Behandlungsfälle (UKSH Kiel: 191.184, UKSH Lübeck: 179.167, Radiologiezentrum: 2.879)
- 2.590 Planbetten (UKSH Kiel: 1.323, UKSH Lübeck: 1.267)
- 309 Tagesklinikplätze
- Case Mix Index: 1,15
- 16.618 Beschäftigte insgesamt (darunter 2.421 Ärzte und Ärztinnen, 212 Professuren sowie etwa 6.500 Pflege- und Funktionskräfte)

- rund 680.000 m2 Gebäudegesamtfläche (beide Campus)

## Gremien
Dem Vorstand des Universitätsklinikums gehören an:
- Vorstandsvorsitzender und Vorstand für Krankenversorgung: Jens Scholz
- Kaufmännischer Vorstand: Peter Pansegrau
- Vorstand für Krankenpflege, Patientenservice und Personalangelegenheiten: Monika Alke
- Dekan der Medizinischen Fakultät der CAU zu Kiel als Vorstandsmitglied für Forschung und Lehre: Joachim Thiery
- Vizepräsident Medizin der UzL als Vorstandsmitglied für Forschung und Lehre: Thomas Münte
- Ärztliche Geschäftsführung für Vorstandsangelegenheiten: Carsten Hilbert

## Kontroversen

### Multiresistente Keime
In der Kieler Klinik trat um den Jahreswechsel 2014/2015 herum ein gegen vier Antibiotika-Gruppen (4-MRGN) resistentes Acinetobacter baumannii auf. Die Deutsche Stiftung Patientenschutz forderte daraufhin Eingangsuntersuchungen der Patienten nach niederländischem Vorbild. Klinikvorstand Scholz wurde vorgeworfen, den Ausbruch und die damit zusammenhängenden Todesfälle zu verharmlosen. Gewerkschaftler und ehemalige Ärzte machten auf einen Personalnotstand bei Pflegekräften und Reinigungspersonal aufmerksam. Die Deutsche Gesellschaft für Hygiene und Mikrobiologie gab in einer Stellungnahme an, dass derartige Ausbrüche auch bei optimaler Hygiene möglich seien.

### Bespitzelung
Im Februar 2019 lösten publik gewordene abfotografierte E-Mails Aufsehen aus, in denen einer externen Beraterin aus Nordrhein-Westfalen detaillierte Arbeitsabläufe von einem Springer zugespielt wurden, die angebliche Missstände in der Arbeitsorganisation aufdecken sollte. Die Mitarbeiter fühlten sich bespitzelt. Der Personalrat bemängelte, dass die Sache von Innenrevision und Justiziariat des UKSH unter den Teppich gekehrt worden sei.

### Überbezahlung von Verwaltungsangestellten
Trotz angespannter wirtschaftlicher Lage wurden 2018 führende Verwaltungsangestellte zeitweilig stark übertariflich entlohnt. Schon 2013 hatte der Landesrechnungshofes das Klinikum aufgefordert, die Personalausgaben zu senken, doch wurden Mitarbeiter mit vorher außertariflichen Verträgen in die höchste Tarifklasse einsortiert, mit Zulagen belohnt und verdienten letztlich sogar noch mehr. Dem Aufsichtsrat wurde seitens Landtags-FDP vorgeworfen, seiner Kontrollfunktion nicht nachgekommen zu sein.